# Juan Barahona
Juan Barahona (sinh ngày 12 tháng 2 năm 1996) là một cầu thủ bóng đá người El Salvador, thi đấu ở vị trí hậu vệ cho Santa Tecla.

## Danh hiệu
- Santa Tecla
  - Primera División (1): Clausura 2015

### Bàn thắng quốc tế
Tỉ số và kết quả liệt kê bàn thắng của El Salvador trước.
| Bàn thắng | Thời gian           | Địa điểm                                           | Đối thủ | Tỉ số | Kết quả | Giải đấu                  |
| --------- | ------------------- | -------------------------------------------------- | ------- | ----- | ------- | ------------------------- |
| 1.        | 17 tháng 1 năm 2017 | Sân vận động Rommel Fernández, Panama City, Panama | Belize  | 2–0   | 3–1     | Cúp bóng đá Trung Mỹ 2017 |